# Anomalon intermedium
Anomalon intermedium är en stekelart som först beskrevs av Szepligeti 1906.  Anomalon intermedium ingår i släktet Anomalon och familjen brokparasitsteklar. Inga underarter finns listade i Catalogue of Life.